# François-Joseph Westermann
François-Joseph Westermann, född den 5 september 1751 i  Molsheim, Elsass, död den 5 april 1794 i Paris, var en fransk general.
Westermann ingick först vid ett kavalleriregemente och hade sedan en skrivarsyssla i Hagenau, då han 1790 kastade sig in i den revolutionära rörelsen och blev ivrig anhängare till Danton. Han var med den 10 augusti 1792, då kungadömet störtades, utnämndes samma år till adjudant-général och följde i denna egenskap Dumouriez under hans fälttåg i norra Frankrike och Belgien. Han invecklades i åtalet med anledning av dennes förräderi, men lyckades rättfärdiga sig. Sedermera förde Westermann som brigadgeneral med framgång befäl i Vendéekriget men blev likväl, när Danton störtades, jämte denne giljotinerad.